# Decelia terrosalis
Decelia terrosalis là một loài bướm đêm trong họ Crambidae.